# Kasteel van Le Lieu-Dieu
Het Kasteel van Le Lieu-Dieu (Frans: Château du Lieu-Dieu) is een kasteel in de Franse gemeente Boulazac Isle Manoire. Het kasteel is een beschermd historisch monument sinds 1959.